# Pseudolesterus novacaledonicus
Pseudolesterus novacaledonicus là một loài bọ cánh cứng trong họ Cleridae. Loài này được Miyatake miêu tả khoa học năm 1968.